# Boy Gobert
Boy Gobert (Amburgo, 5 giugno 1925 – Vienna, 30 maggio 1986) è stato un attore tedesco.

## Filmografia parziale

### Cinema
- Un amore a Parigi (Monpti), regia di Helmut Käutner (1957)
- Peter Voss il ladro dei milioni (Peter Voss, der Millionendieb), regia di Wolfgang Becker (1958)
- Il resto è silenzio (Der Rest ist Schweigen), regia di Helmut Käutner (1959)
- La spia del secolo (Qui êtes-vous, Monsieur Sorge?), regia di Yves Ciampi (1961)
- Il pasto delle belve (Le repas des fauves), regia di Christian-Jaque (1964)
- Le calde notti di Lady Hamilton, regia di Christian-Jaque (1968)
- L'ombra degli angeli (Schatten der Engel), regia di Daniel Schmid (1976)
- Kamikaze 1989, regia di Wolf Gremm (1982)